# 2938 Hopi
2938 Hopi (1980 LB) là một tiểu hành tinh vành đai chính được phát hiện ngày 14 tháng 6 năm 1980 bởi Bowell, E. ở Flagstaff (AM).